# لين دونكان
لين دونكان (بالإنجليزية: Len Duncan)‏ (و. 1911 – 1998 م)  سائق فورمولا 1، وسائق سباق أمريكي، ولد في بروكلين، توفي عن عمر يناهز 87 عاماً.